# یواس‌اس هارتفورد (۱۸۵۸)
یواس‌اس هارتفورد (۱۸۵۸) (به انگلیسی: USS Hartford (1858)) یک کشتی بود که طول آن ۲۲۵ فوت (۶۹ متر) بود. این کشتی در سال ۱۸۵۸ ساخته شد.